# Герт Вергеєн
Герт Вергеєн (фр. Gert Verheyen, нар. 20 вересня 1970, Хогстратен) — колишній бельгійський футболіст, що грав на позиції півзахисника.
Виступав за клуби «Андерлехт» та «Брюгге», а також національну збірну Бельгії.
П'ятиразовий чемпіон Бельгії, восьмиразовий володар Суперкубка Бельгії, чотириразовий володар Кубка Бельгії.

## Клубна кар'єра
Народився 20 вересня 1970 року в місті Хогстратен. Вихованець юнацької команди «Хогстратен», з якої перейшов до «Льєрса», з яким і дебютував у дорослому футболі, виступаючи у Дивізіоні 2.
В елітному бельгійському дивізіоні дебютував 1988 року виступами за «Андерлехт», в якому провів чотири сезони, взявши участь у 48 матчах чемпіонату. За цей час виборов титул чемпіона та володаря Кубка Бельгії.
1992 року перейшов до «Брюгге», за який відіграв 14 сезонів. Більшість часу, проведеного у складі «Брюгге», був основним гравцем команди і одним з головних бомбардирів команди, маючи середню результативність на рівні 0,37 голу за гру першості. Разом з командою виграв чотири чемпіонати Бельгії, вісім разів Суперкубок Бельгії та чотири рази Кубок Бельгії. Завершив професійну кар'єру футболіста виступами за команду «Брюгге» у 2006 році.

## Виступи за збірну
1994 року дебютував в офіційних матчах у складі національної збірної Бельгії. 
У складі збірної був учасником чемпіонату світу 1998 року у Франції, чемпіонату Європи 2000 року у Бельгії та Нідерландах, чемпіонату світу 2002 року в Японії і Південній Кореї.
Протягом кар'єри в національній команді, яка тривала 9 років, провів у формі головної команди країни 50 матчів, забивши 10 голів.

## Титули і досягнення
- Чемпіон Бельгії (5):

«Андерлехт»: 1990-91
«Брюгге»: 1995-96, 1997-98, 2002-03, 2004-05
- Володар Суперкубка Бельгії (8):

«Брюгге»: 1992, 1994, 1996, 1998, 2002, 2003, 2004, 2005
- Володар Кубка Бельгії (5):

«Андерлехт»: 1988-89
«Брюгге»: 1994-95, 1995-96, 2001-02, 2003-04